# José Freitas (cantor)
José Freitas é um cantor português.
Participou da 1.ª edição do Factor X, versão portuguesa do talent-show britânico The X Factor, participando da categoria Adultos e sendo eliminado na 10.ª gala.
Em 2015, participou do Festival RTP da Canção, em que foi finalista, interpretando a canção "Mal menor (ninguém me guia à razão)".